# Lionel F. Booth
George H. Lanning (* 1838; † 12. April 1864), eher bekannt unter seinem Decknamen Lionel F. Booth, war während des Sezessionskrieges Kommandant von Fort Pillow.

## Militärische Laufbahn
Booth diente seit 1861 als Soldat im 2. US-Infanterieregiment, Kompanie B, in den Jefferson Barracks in St. Louis, Missouri. Dort lernte er Lizzie Way (auch Mary Elizabeth Wayt) kennen und heiratete sie im September 1861. Die Heiratsurkunde unterschrieb er als George H. Lanning. Bei der Schlacht von Wilson’s Creek soll er als Schreiber für General Nathaniel Lyon, dem ersten Unionsgeneral, der im US-Bürgerkrieg fiel, gearbeitet haben. Booth wurde 1863 zum Hauptmann befördert und Kompaniechef der “B”-Kompanie des 6. US-Heavy-Artillerie-Regiment (Colored), einem aus Afroamerikanern gebildeten Regiments der Nordstaaten. Nach der Beförderung zum Major wurde Booth vom Regimentskommandeur zum Bataillonskommandeur der Teile des Regiments, das die Garnison von Fort Pillow bildete, ernannt. Als rangältester Offizier wurde er zum Kommandanten des Forts ernannt. Booth fiel am 12. April 1864 im Gefecht um Fort Pillow.
Im Frühjahr 1864 besuchte die Witwe Booths Präsident Lincoln. Lincoln zeigte sich von dem Vortrag der Frau so beeindruckt, dass er in einem Brief an Charles Sumner, einem Senator aus Massachusetts, seinen Willen zum Ausdruck brachte, dass die Hinterbliebenen von gefallenen weißen und schwarzen Soldaten gleich behandelt werden müssten.

## Trivia
Ein Archivar hatte in der Beschreibung dieses Dokuments fälschlicherweise hinzugefügt, dass Booth ein afroamerikanischer Offizier gewesen sei; dies wurde 2021 oder 2022 erst berichtigt.

## Deckname
Obwohl nicht bekannt ist, was Lanning dazu veranlasste, ein Pseudonym zu verwenden, waren Decknamen im Bürgerkrieg üblich und wurden oft benutzt, um zu verhindern, dass die Familien der Gefallenen sie finden konnten. Lanning war außerdem von einer Reihe von Personen in seiner Familie entfremdet; in der Akte seiner Witwenrente macht Lanning gegenüber seiner Tante Bemerkungen über seine verstorbenen Eltern in Iowa:

“… had it not been for them and their father I might have been a different and a better man, but let it rest as it is. I forgive and with him let all his injuries and faults be buried with them that remain let their faults be buried in oblivion. I forgive them, it was them that caused me to be driven from the presence of those who needed my protection, and they knew it, that if they got me once out of the way they would have things their own way.”

„(… wenn sie und ihr Vater nicht gewesen wären, wäre ich vielleicht ein anderer und ein besserer Mann geworden, aber lassen wir es ruhen, wie es ist. Ich vergebe und mit ihm sollen alle seine Verletzungen und Fehler begraben werden, mit ihnen, die bleiben, sollen ihre Fehler in der Vergessenheit begraben werden. Ich vergebe ihnen, sie waren es, die mich aus der Gegenwart derer vertrieben haben, die meinen Schutz brauchten, und sie wussten es, dass sie, wenn sie mich einmal aus dem Weg geräumt haben, die Dinge auf ihre Weise haben würden.)“